# Llibre d'Ezequiel
El llibre d'Ezequiel és un llibre bíblic de l'Antic Testament que forma part dels llibres profètics. Pels jueus està en el Tanakh entre els Neviïm ("Profetes"), en la Bíblia Protestant s'ubica entre les Lamentacions i el llibre de Daniel, en la Bíblia Catòlica es troba entre Baruc i Daniel. El seu missatge va dirigit sobretot als exiliats, encara que a l'autor també li preocupa la situació de Judea i de Jerusalem, ciutat a la que el profeta va visitar moltes vegades en visions extàtiques segons explica el llibre.

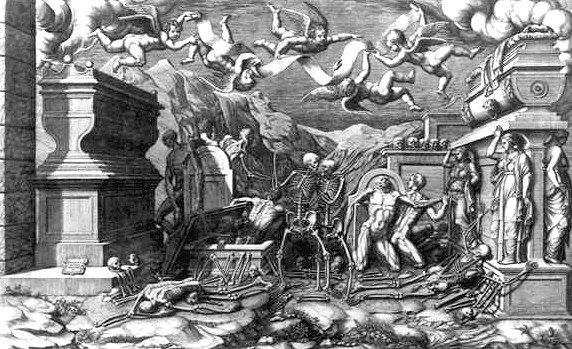
La visió d'Ezequiel, de Giorgio Ghisi (1554)

S'ha discutit la data en què es va escriure, i es considera que en essència conté els escrits d'Ezequiel. S'acostuma a dividir en dues, tres o quatre parts, segons els comentaristes. La divisió en tres parts presenta:
a) Entre el 593 i el 587 aC, des de la crida per Jehovà d'Ezequiel, fins a la caiguda de Jerusalem i el captiveri de Babilònia. Són profecies amb les quals el profeta intenta que els deportats per Nabucodonosor no perdin la fe en Déu i que no la facin dependre de l'existència de Jerusalem i del seu temple.
b) Entre el 586 i el 585 aC, on anuncia la salvació dels deportats si es converteixen a Déu.
c) Del 585 en endavant, on profetitza la salvació dels jueus i vaticina el culte futur a Jehovà.

## Contingut
Alguns dels aspectes més destacats del llibre són les "visions" del profeta:
- La "visió" que va desencadenar la vocació del profeta, quan va veure "quatre vivents" que sostenien el tron de Jehovà, inspirats probablement en la iconografia babilònica, i eren transportats en un carro que tenia rodes amb innumerables ulls que miraven en totes direccions, símbol de l'omnisciència i l'omnipresència.(Ezequiel 1, 4-10.)

- La «visió del tron», on Ezequiel veu a Déu entronitzat al Temple entre les cohorts celestials que es dirigeix a ell i li defineix la seva missió. Déu estén una mà cap el profeta, on hi porta un pergamí, que al llegir-lo veu que tot eren lamentacions i que sembla referir-se a la destrucció del temple i del regne de Judà. (Ezequiel 1, 10-28.)
- La «visió del temple», on Ezequiel veu a Déu abandonant el Temple per les abominacions practicades allí (és a dir, l'adoració d'ídols en lloc del verdader Déu de Judà) (Ezequiel 8, 1-16.)
- Imatges d'Israel, en les quals es veu al poble escollit com una esposa prostituta, entre altres coses (Ezequiel 15-19.)
- La «vall dels ossos secs», on el profeta veu que els morts de la casa d'Israel, ressusciten. (Ezequiel 37, 1-14.)
- La destrucció de Gog i Magog, on Ezequiel veu als enemics d'Israel destruïts, i l'establiment d'un nou període de pau. (Ezequiel 38-39.);
- La "visió final del temple" on Ezequiel veu una nova comunitat al voltant d'un nou Temple a Jerusalem, de vegades anomenat Tercer Temple, on hi ha tornat la Shejiná (Presència Divina).(Ezequiel 40-48.).

Del capítol 33 al 48 el missatge del profeta canvia: després del saqueig de Jerusalem per l'exèrcit de Nabucodonosor i l'arribada a Babilònia de nous deportats (586 aC) la seva doctrina és d'esperança. Conté promeses de salud dirigides a Israel, la restauració del regne i del seu poble i la victòria definitiva sobre els enemics. Els capítols 40-48 que tanquen el llibre, no semblen, pel seu estil, escrits pel profeta. Anuncien el Nou Temple i el nou culte a Jehovà.